# Sisyrinchium vestitum
Sisyrinchium vestitum är en irisväxtart som beskrevs av Pierfelice Ravenna. Sisyrinchium vestitum ingår i släktet gräsliljor, och familjen irisväxter. Inga underarter finns listade i Catalogue of Life.